# テディ・キング
テディ・キング（Teddi King、1929年9月18日 - 1977年11月18日）は、アメリカのジャズとポップスのボーカリスト。
アメリカ・マサチューセッツ州ボストンで生まれたセオドラ・キングは、ボストンのトリビュータリー・シアターにおいてダイナ・ショアが主催する歌唱大会で優勝し、後に「第二次世界大戦と朝鮮内紛の狭間の小康状態において軍隊を応援する」ことに関わるツアーのレビューで仕事を始めた。この間に、彼女はボーカルとピアノのテクニックを改善し、1949年にナット・ピアースと最初の録音を行い、ベリル・ブッカー・トリオや、その他のいくつかの小グループと1954年から1955年まで（ストーリーヴィルからの3枚のアルバムで聴ける録音を含む）レコーディングを行った。その後、彼女は1952年の夏から2年間、ジョージ・シアリングと一緒にツアーし、しばらくの間、ジョージ・ウェインによってマネージメントされた。キングはしばらくしてラスベガスでパフォーマンスをし始めた。
最終的にRCAと契約し、彼女は1956年の『バイディン・マイ・タイム』から始まる3枚のアルバムをレーベルに録音した。また、シングル「Mr. Wonderful」（1956年にトップ20となった）、「Married I Can Always Get」「Say It Isn't So」（どちらも1957年から1958年までのBillboard Hot 100に入った）でマイナーながらチャートにおける成功を収めた。彼女の批評家から賞賛された1959年のアルバム『オール・ザ・キングス・ソングス』は、フランク・シナトラやナット・キング・コール（タイトルの「キングス」は彼らを指す）のような現代の男性歌手が持つ代表的な歌を、彼女なりに解釈する姿が見出だせた。1960年代に、彼女はプレイボーイ・クラブのオープニングを担当し、そこで頻繁に演奏した。全身性エリテマトーデスを発症した後、彼女はデイヴ・マッケンナをフィーチャーした1977年のアルバムで短いカムバックをすることができ、Audiophileからの2枚のアルバムがその死後にリリースされた。彼女は1977年11月18日にこの病気で亡くなった。リー・ワイリー、ミルドレッド・ベイリー、メイベル・マーサーの影響を受けたキングのスタイルは、少ないながらも献身的でカルト的な支持者を獲得した。

## ディスコグラフィ

### アルバム
- 『ラウンド・ミッドナイト』 -  'Round Midnight (1953年、Storyville)
- 『ナウ・イン・ヴォーグ』 - Now in Vogue (1955年、Vogue)
- 『ミス・テディ・キング』 - Storyville Presents Miss Teddi King (1955年、Vogue)
- 『バイディン・マイ・タイム』 - Bidin' My Time (1956年、RCA Victor)
- 『トゥ・ユー・フロム・テディ・キング』 - To You from Teddi King (1956年、RCA Victor) ※with ジョージ・シラヴォ
- 『ガール・アンド・ハー・ソングス』 - A Girl and Her Songs (1957年、RCA)
- 『オール・ザ・キングス・ソングス』 - All the Kings' Songs (1959年、Coral)
- Marian Remembers Teddi (1974年、Halcyon) ※with マリアン・マクパートランド
- Lovers & Losers (1976年、Audiophile)
- 『アイラ・ガーシュウィンを唄う〜ディス・イズ・ニュー・テディ・キング』 - This Is New (1978年、Inner City) ※with デイヴ・マッケンナ
- Someone to Light Up Your Life (1979年、Audiophile)
- In the Beginning (1949–1954) (1999年、Baldwin Street)